# Masseter
Masseter är en av människans tuggmuskler. Den går mellan okbenet ("kindknotan") och bakre delen av underkäken, och används för att bita ihop.
Masseter är en tjock, fyrhörnig muskel som består av två delar, en djup och en ytlig. Muskelfibrerna i de två delarna är kontinuerliga med dess fästen. Masseter är ibland föremål för ingrepp vid plastikkirurgisk käkförminskning. 
Den ytliga och större delen av muskeln har sitt ursprung i en tjock senliknande aponeuros från maxillas processus zygomaticus och från de anteriora två tredjedelarna av okbensbågens inferiora kant. Fibrerna löper nedåt-bakåt och fäster i vinkeln och inferiora laterala ytan av ramus mandibulae. 
Den djupa delen är mycket mindre och har en mer muskulär textur. Den har sitt ursprung i posteriora tredjedelen och från hela mediala ytan av okbensbågen. Fibrerna löper nedåt-framåt och fäster i den övre halvan av ramus mandibulae och på laterala ytan hos processus coronoideus. 
Den djupa delen täcks anteriort av den ytliga delen, bakåt täcks den av glandula parotis.
Liksom övriga tuggmuskulatur innerveras masseter av trillingnerven.